# Landbouwwerktuig

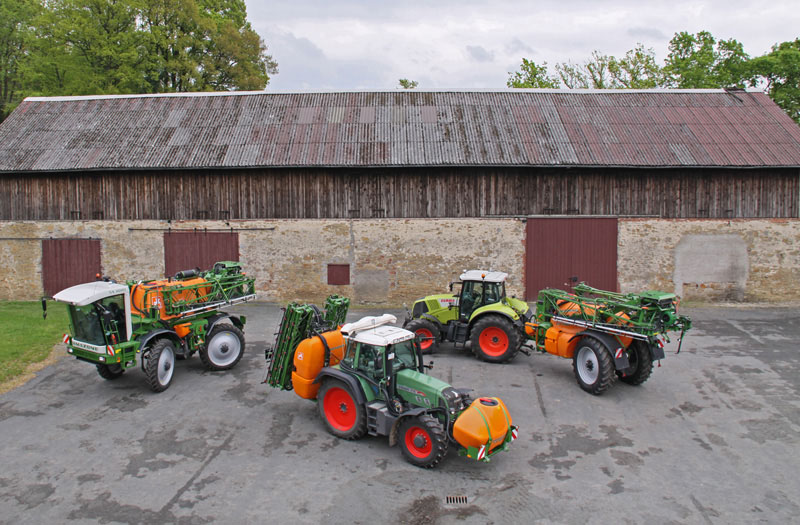
Van links naar rechts zelfrijdende, gedragen en getrokken landbouwwerktuigen

Landbouwgereedschap, landbouwwerktuigen of landbouwmachines zijn hulpmiddelen die dienen om handwerk in de landbouw te verlichten of geheel te vervangen door mechanische systemen. Het doel is om de productiviteit en efficiëntie van uiteenlopende landbouwhandelingen te verhogen. De variatie in dit soort apparatuur is groot, van eenvoudig handgereedschap in de tuinbouw tot geavanceerde machines in de akkerbouw.

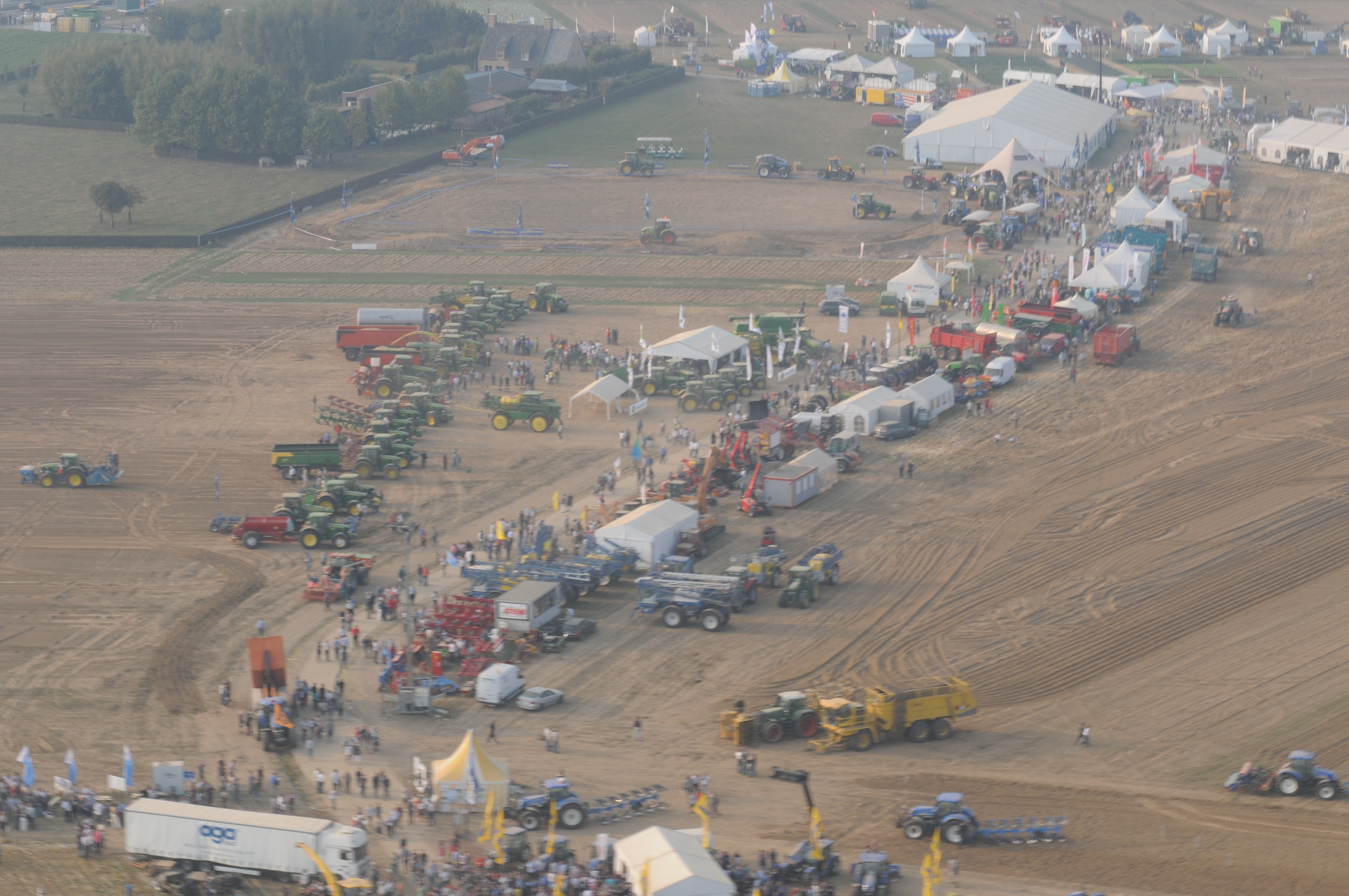
Landbouwwerktuigen tijdens een demonstratiebeurs

De voortdurende drang om kostprijzen te verlagen en productie te verhogen heeft geleid tot een schaalvergroting en mechanisering in de landbouw. Daardoor zijn veel machines complex en kostbaar geworden, wat ze voor individuele landbouwbedrijven vaak duur en economisch onrendabel maakt – zeker gezien hun soms korte inzetduur. Om die reden verenigen landbouwers zich geregeld in landbouwcoöperaties, zodat zij dure machines kunnen delen en rendabel inzetten. Daarnaast zijn gespecialiseerde loonbedrijven ontstaan: commerciële landbouwbedrijven die over een uitgebreid machinepark beschikken. Zij verrichten op aanvraag mechanisch werk voor andere landbouwers, die enkel betalen voor de tijd dat de machines op hun bedrijf worden ingezet. Door de aanhoudende schaalvergroting en technologische vooruitgang is de kapitaalbehoefte in de sector toegenomen. Toch heeft de landbouwmechanisatie er onmiskenbaar toe geleid dat het gros van de landbouwers tegenwoordig beschikt over een breed arsenaal aan werktuigen, waarbij de tractor is uitgegroeid tot hét symbool van deze evolutie.
Landbouwwerktuigen die niet door menselijke arbeid worden aangedreven komen doorgaans in drie uitvoeringen voor: zelfrijdend, getrokken of gedragen. Een zelfrijdend landbouwwerktuig beschikt over een eigen aandrijving en wordt ook wel een zelfrijder genoemd. Getrokken en gedragen landbouwwerktuigen vereisen daarentegen een extern werkvoertuig, zoals een tractor. Een getrokken werktuig heeft een eigen onderstel, terwijl een gedragen werktuig dat niet heeft en dus door het trekkende werkvoertuig wordt opgetild en neergelaten.

## Geschiedenis

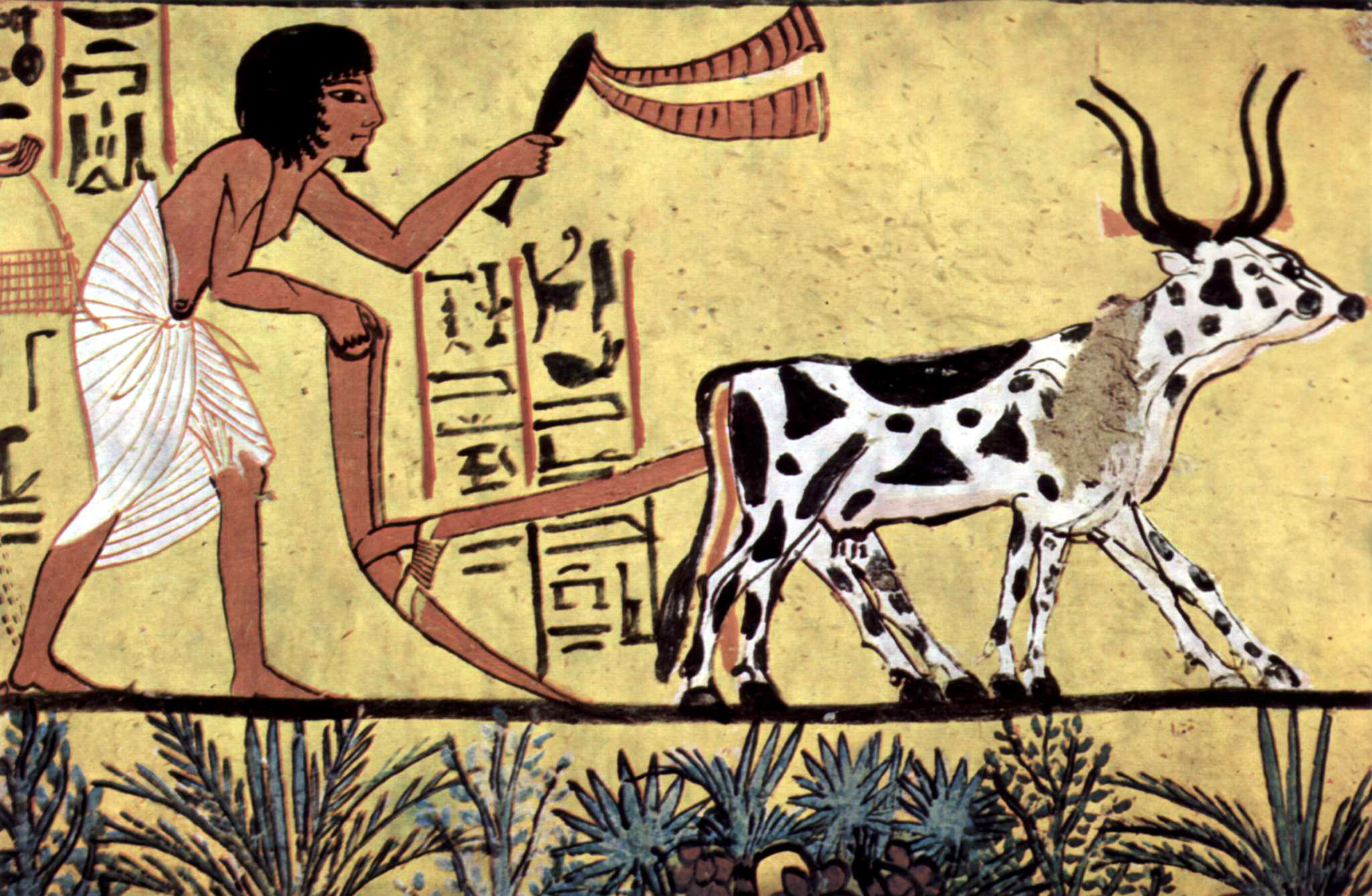
Ploegen met trekdieren in het Oude Egypte; schildering uit de grafkamer van Sennedjem, ca. 1200 v.Chr.

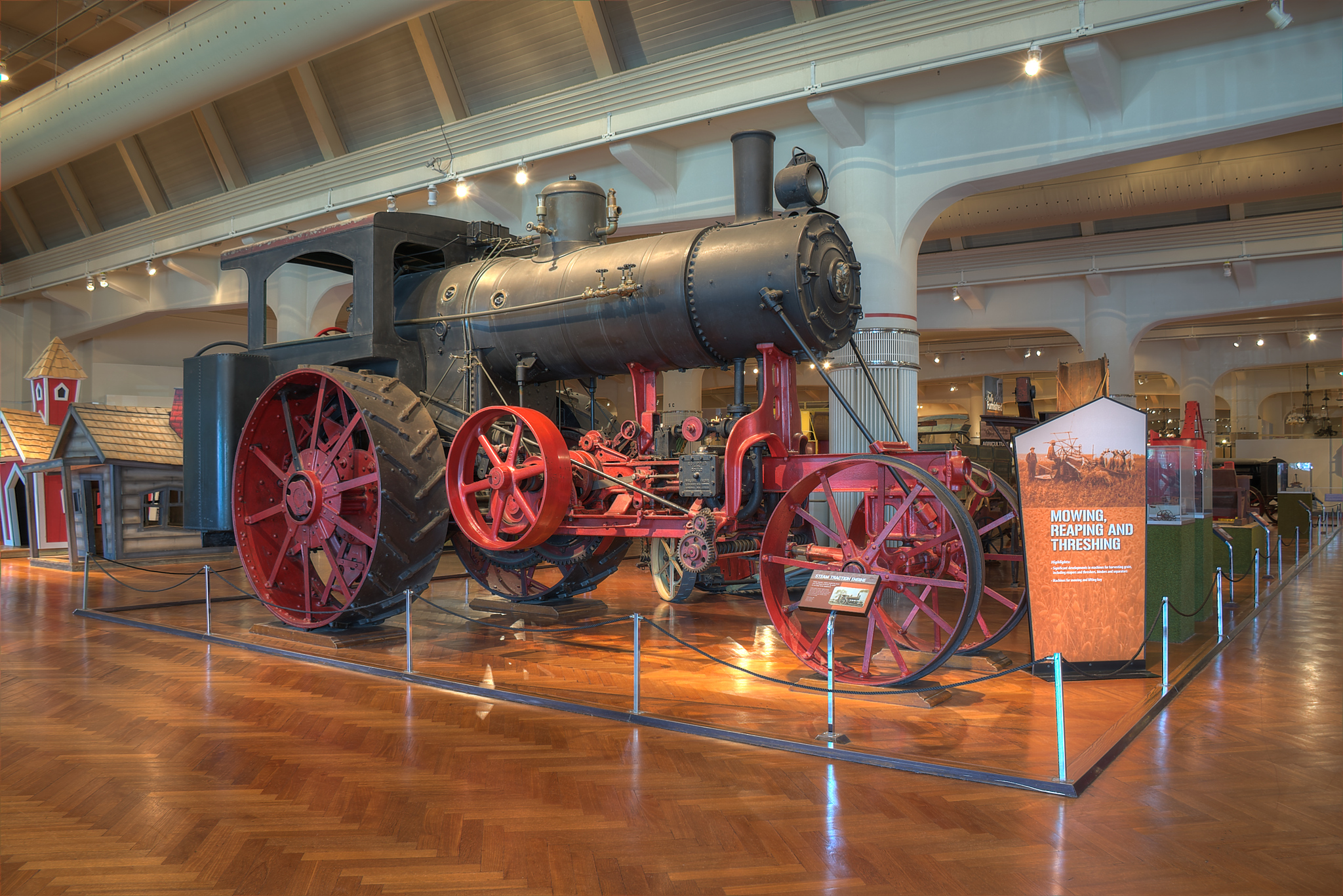
Stoomtractor in het Henry Ford Museum

Tijdens de oudheid werd landbouw voornamelijk met de hand verricht. Een belangrijke vooruitgang was de vervanging van menselijke arbeid of trekkracht door dierlijke arbeid met behulp van gedomesticeerde trekdieren. Rond 4000–3000 v.Chr. zijn er in Mesopotamië en de Indusvallei al aanwijzingen voor het gebruik van ossen als trekdieren. Ook de overgang van de schoffel naar de haakploeg betekende een aanzienlijke stap in de landbouwontwikkeling. De mechanisatie bleef echter beperkt tot eenvoudige landbouwwerktuigen, zoals de dorsplank en de wan die in het oude Sumerië werden gebruikt.
Met de komst van de industriële revolutie rond 1750, gevolgd door de ontwikkeling van geavanceerdere machines, maakte de landbouw een grote sprong voorwaarts. In plaats van het handmatig oogsten van graan met een zeis, verschenen door trekdieren voortgetrokken oogstmachines die ononderbroken graan konden maaien. Ook het dorsen van graan – vroeger gedaan door met een dorsvlegel op de aren te slaan – werd overgenomen door dorskasten, die de zaden van de aren en stengels scheidden.
Aan het begin van de 19de eeuw leidde de uitvinding van de stoommachine tot de ontwikkeling van de stoomtractor: een verplaatsbare, veelzijdige energiebron, vergelijkbaar met een stoomlocomotief die op wielen reed in plaats van op rails. Stoomtractoren namen het zware trekwerk van ossen over en waren uitgerust met een poelie, waarmee via een lange riem ook stationaire machines zoals dorsmachines konden worden aangedreven. Hoewel deze stoommachines naar moderne maatstaven weinig vermogen hadden, konden ze dankzij hun gewicht en lage versnellingen toch een aanzienlijke trekkracht leveren.
Aan het begin van de 20e eeuw begon de verbrandingsmotor – eerst volgens de Otto-cyclus en later in de vorm van de dieselmotor – de stoommachine te vervangen als krachtbron voor landbouwtractoren. Deze motoren maakten het mogelijk om aanvankelijk gedragen en getrokken landbouwwerktuigen om te bouwen tot zelfrijdende landbouwwerktuigen. In de verdere loop van de 20e eeuw ondergingen landbouwwerktuigen aanzienlijke verbeteringen. De veelzijdigheid nam toe, de mechanische prestaties verbeterden, en zelfrijdende landbouwwerktuigen werden uitgerust met efficiëntere en krachtigere motoren. Aan het begin van de 21e eeuw verschilden moderne tractoren sterk van hun voorlopers van een eeuw eerder.
Met de opkomst van nieuwe informatie- en communicatietechnologieën (ICT) is de landbouwmechanisatie een nieuwe fase ingegaan, gekenmerkt door een toenemend gebruik van computersystemen, satellietgegevens, drones en robots. Ook de ontwikkeling van nieuwe teelttechnieken vraagt voortdurend om aangepaste werktuigen.  Klassieke machines zoals ploegen, cultivatoren, eggen en conventionele zaaimachines worden steeds vaker vervangen door directzaaimachines. Moderne landbouwwerktuigen zijn bovendien vaak uitgerust met GPS-technologie, wat de toepassing van precisielandbouw mogelijk maakt. Al deze technologieën stellen landbouwers in staat om met grote nauwkeurigheid te werken, wat uiteindelijk resulteert in een duurzamer grondstoffengebruik en een verhoogde opbrengst.

## Soorten landbouwwerktuigen

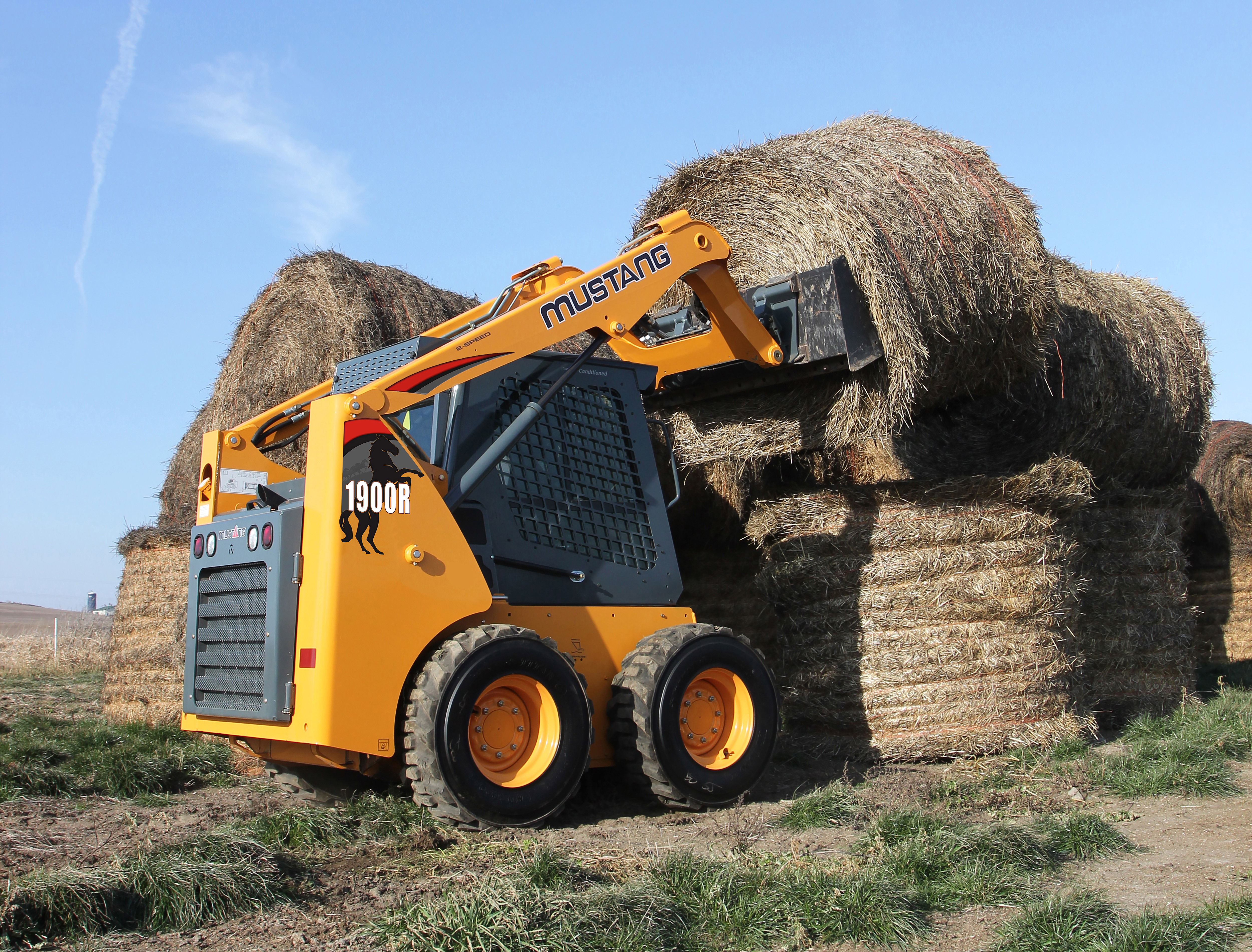
Schrankenlader in de hoedanigheid van een landbouwvoertuig

Landbouwwerktuigen kunnen niet alleen worden ingedeeld op basis van hun uitvoering (zelfrijdend, getrokken of gedragen), maar ook op basis van hun functie. De term landbouwwerktuig duidt in de strikte zin op een werktuig dat gebruikt wordt voor landbouwgerelateerde activiteiten. Een kipper of tractor die ingezet wordt bij wegenwerken is daarom formeel geen landbouwwerktuig, maar een bouwwerktuig. Omdat werktuigen vaak multifunctioneel zijn, is een sluitende en eenduidige definitie van het begrip landbouwwerktuig moeilijk vast te leggen. Wat hieronder volgt is dan ook geen uitputtende lijst, maar een overzicht van werktuigen die voornamelijk in de landbouwpraktijk worden toegepast.
Grofweg kunnen de meeste landbouwwerktuigen worden ondergebracht in vier sectoren: het transport en de overslag van landbouwgoederen, de bosbouw, de vee- en visteelt en de gewasproductie.

### Landbouwvoertuigen
Hieronder worden diverse landbouwwerktuigen beschreven die worden ingezet voor het transport van mensen, goederen en/of dieren binnen een landbouwcontext. Het gaat hierbij voornamelijk om voertuigen, meer bepaald om zogenaamde landbouwvoertuigen. Die term komt ook voor in de Nederlandse en Vlaamse regelgeving met betrekking tot het gebruik van dergelijke voertuigen op de openbare weg.

#### Wetgeving
Net als bij andere voertuigen gelden ook voor landbouwwerktuigen en landbouwvoertuigen diverse technische en juridische vereisten. Dit betreft onder meer toelatingen, verkeersregels, registratie, keuringen en het gebruik op de openbare weg. In België en Nederland is de regelgeving grotendeels gelijklopend, maar met enkele nationale verschillen.

##### Wetgeving in Nederland
In Nederland vallen landbouwwerktuigen onder de bredere categorie van (land)bouwvoertuigen die worden gebruikt in de landbouw- en bouwsector. Voor deze voertuigen gelden specifieke regels, onder andere met betrekking tot gewicht en verlichting.
Volgens de Nederlandse regelgeving behoren tot de (land)bouwvoertuigen:
- landbouw- en bosbouwtrekkers;
- aanhangwagens voor landbouw- en bosbouw;
- verwisselbare getrokken uitrustingsstukken;
- mobiele machines (sinds 2021 ook ter vervanging van de vroegere MMBS, motorrijtuigen met beperkte snelheid).

Sinds 1 januari 2021 geldt in Nederland een registratie- en kentekenplicht voor nieuwe (land)bouwvoertuigen. Voor bestaande voertuigen is registratie vereist zodra ze op de openbare weg komen. Daarnaast zijn APK-keuringen verplicht voor landbouw- en bosbouwtrekkers op wielen die sneller kunnen rijden dan 40 km/u.
(Land)bouwvoertuigen moeten bovendien voldoen aan specifieke verkeersregels, zoals snelheidsbeperkingen en rijbewijseisen. Er zijn ook technische vereisten met betrekking tot maximale afmetingen, belading, verlichting en reflectoren.

##### Wetgeving in Vlaanderen
In België wordt een land- of bosbouwvoertuig gedefinieerd als een motorvoertuig met minstens twee assen, dat zich voortbeweegt op wielen of rupsbanden en hoofdzakelijk ontworpen is om werktuigen, machines of aanhangwagens voor land- of bosbouw te trekken, duwen, dragen of aandrijven. Dergelijke voertuigen worden slechts bijkomstig gebruikt voor het vervoer van personen of goederen op de openbare weg of voor het trekken van voertuigen die voor dergelijk vervoer bestemd zijn.
Er wordt een onderscheid gemaakt tussen vier categorieën landbouwvoertuigen:
- Categorie T: landbouw- en bosbouwtrekkers op wielen
- Categorie C: landbouw- en bosbouwtrekkers op rupsbanden
- Categorie R: aanhangwagens voor landbouw- en bosbouwdoeleinden
- Categorie S: verwisselbare getrokken machines, zoals aardappelrooiers, balenpersen of wikkelaars

Voor elk van deze categorieën gelden specifieke technische vereisten en toelatingsvoorwaarden. Ook de bestuurder moet over de juiste rijbevoegdheid beschikken, afhankelijk van het type voertuig. Zo moeten landbouwvoertuigen van de categorieën R en S, wanneer ze zijn ontworpen om sneller dan 40 km/u te rijden, niet alleen een eerste keuring ondergaan, maar ook jaarlijks opnieuw worden gekeurd.
Wie met land- of bosbouwvoertuigen, hun aanhangwagens of voertuigen die zijn ingeschreven als landbouwmaterieel, landbouwmotor of maaimachine wil rijden, heeft in België een rijbewijs G nodig. Voorwaarde is wel dat het voertuig een constructiesnelheid van minimaal 30 km/u haalt.
In bepaalde gevallen mogen landbouwvoertuigen rijden op rode diesel, die geheel of gedeeltelijk is vrijgesteld van accijnzen. Dit is echter enkel toegestaan wanneer het voertuig is uitgerust met een rode G-nummerplaat. De belangrijkste voorwaarde voor het verkrijgen van zo’n nummerplaat is dat het voertuig voor minstens 50% wordt gebruikt voor landbouwactiviteiten en voor minder dan 50% voor niet-landbouwactiviteiten, zoals grond- of wegenwerken.

#### Soorten landbouwvoertuigen
In deze context wordt breder gekeken naar alle mogelijke voertuigen die bedoeld zijn voor het verplaatsen van goederen en/of dieren binnen de landbouwpraktijk.

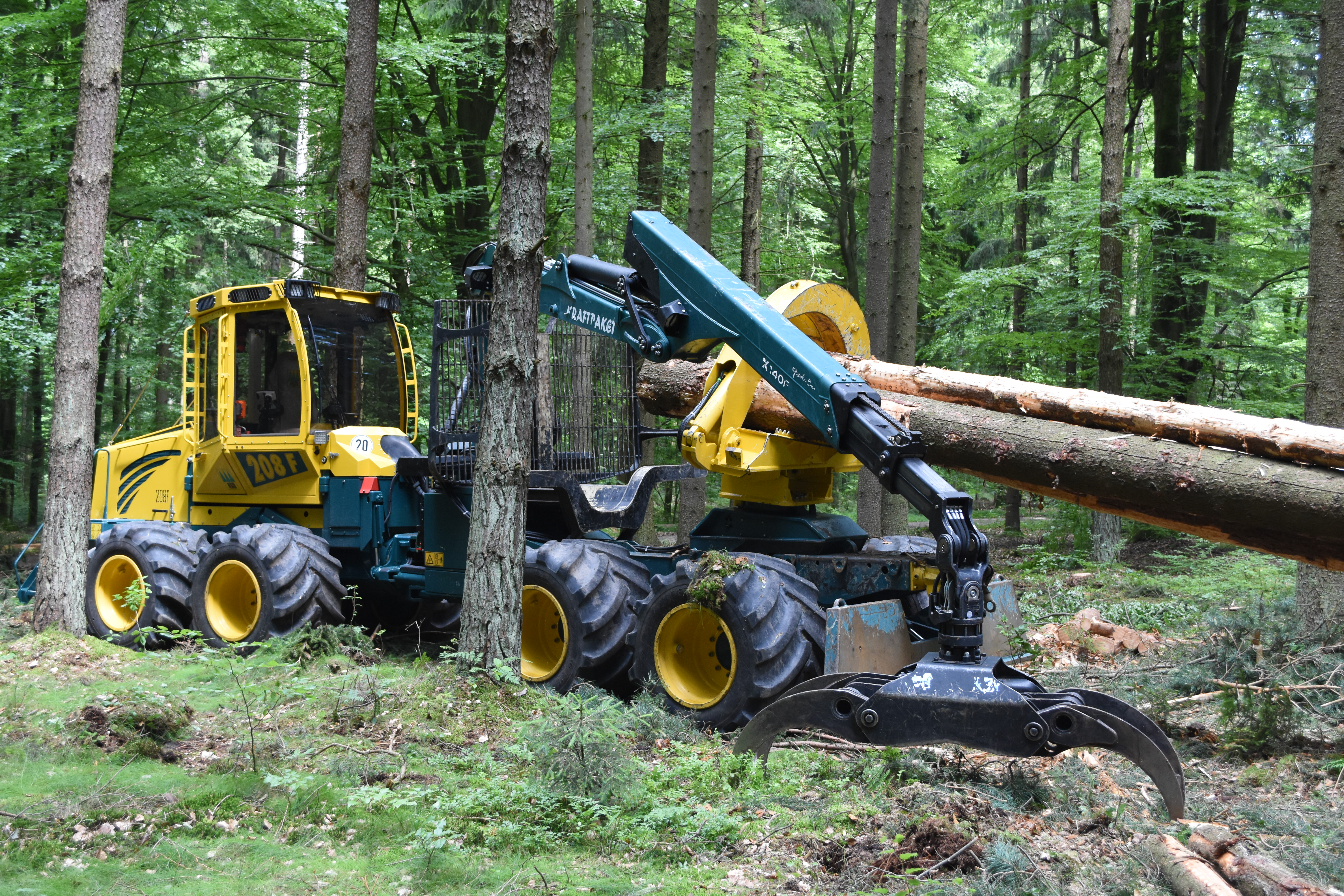
Skidder voor het uitslepen van boomstammen in moeilijke terreinomstandigheden.

Een eenvoudig voorbeeld is de riek, waarmee bijvoorbeeld mest wordt verplaatst. Het bekendste landbouwvoertuig is ongetwijfeld de tractor. Deze kan worden uitgerust met een voorlader en dient vaak als aandrijving voor andere landbouwwerktuigen. Ook terreinwagens worden als essentiële landbouwvoertuigen beschouwd, evenals vrachtwagens met een grof bandenprofiel. Deze laatste kunnen bijvoorbeeld worden ingezet als houttransporter vrachtauto's. Voor het manipuleren en verwerken van landbouwproducten worden voertuigen zoals schrankenladers, heftrucks, verreikers en shovels gebruikt. Graafmachines worden soms aangepast voor landbouwtoepassingen, bijvoorbeeld door de graafbak te vervangen door een processorkop, bomengrijper of een sloop- en sorteergrijper, bijvoorbeeld voor het laden van een meststrooier. Voor het eigenlijke transport worden verschillende typen aanhangwagens gebruikt. Denk hierbij aan eenvoudige hulpmiddelen zoals een emmer of kruiwagen, tot gespecialiseerde voertuigen zoals een boslier, kabelbaan, mallejan, houtoplegger, forwarder of skidder (in de bosbouw), een veewagen (voor dierentransport), of opleggers, kippers, platte (boeren)wagens, balenopraapwagens, overlaadwagens, uitdraaiwagens en silagewagens (in de akkerbouw). Ook grondbakken, tankaanhangwagens (zoals watertanks), transportbanden (zoals opvoerbanden), reinigers en stortbakken worden toegepast, vaak afhankelijk van het type landbouwgewas.
Tot slot: hieronder worden enkel die landbouwwerktuigen besproken die specifiek verbonden zijn aan de betreffende sector. Uiteraard kunnen veel van de hierboven genoemde voertuigen ook in de onderstaande sectoren worden ingezet.

### Landbouwwerktuigen voor vee- en visteelt

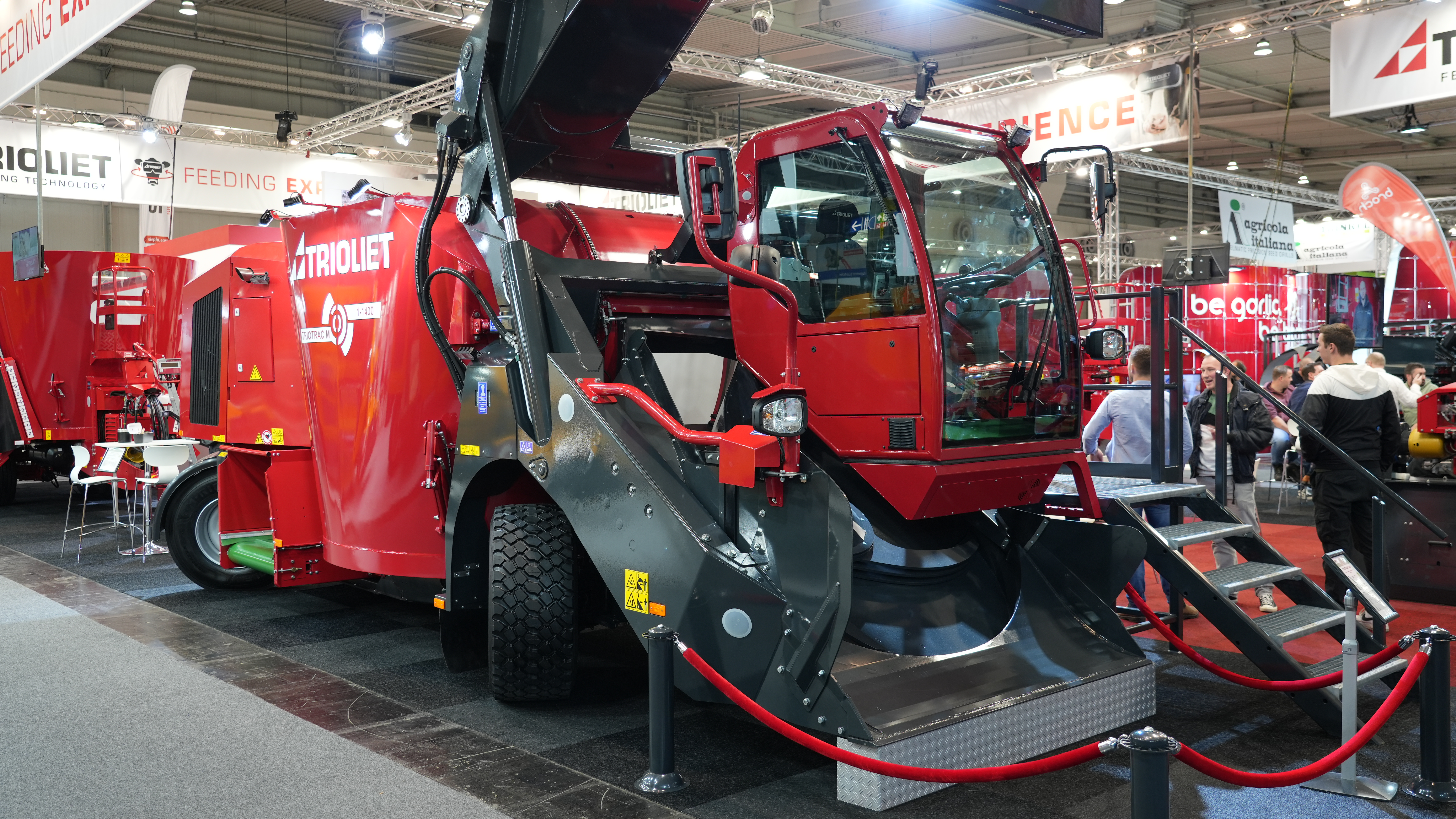
Zelfrijdende mengvoerwagen

Het fokken van dieren is sinds mensenheugenis een essentieel onderdeel van de landbouw. Ook in deze sector worden tal van specifieke landbouwmachines ingezet. Een van de bekendste is de stationaire melkmachine, die het handmatig melken met een melkkan heeft vervangen. Met de verdere automatisering van de veehouderij is ook de melkrobot gemeengoed geworden. De kuilvoersnijder, bijvoorbeeld, snijdt en transporteert veevoer. Het voederen van grote kuddes gebeurd met behulp van mengvoerwagens of stationaire mengers, terwijl een stroblazer wordt gebruikt voor het aanleggen van een comfortabele bedding. Ook in de visteelt worden werktuigen ingezet: zo zorgt een paddlewheel bijvoorbeeld voor de beluchting van het bassin.

### Landbouwwerktuigen voor gewasproductie (weide- en akkerbouw)
Het merendeel van de landbouwwerktuigen wordt hoofdzakelijk ingezet bij de teelt van landbouwgewassen. De activiteiten binnen deze sector kunnen enigszins kunstmatig worden onderverdeeld in drie grote groepen: grondbewerkingen, bodem- en gewasverzorging, en oogst.
Grondbewerkingen omvatten alle handelingen waarbij de bodem fysiek wordt gemanipuleerd, bijvoorbeeld door deze te woelen. Deze bewerkingen vinden voornamelijk plaats vóór het zaaien of planten van gewassen, maar kunnen ook achteraf nodig zijn. Tijdens de bodem- en gewasverzorging worden externe producten aan de bodem of het gewas toegevoegd om de opbrengst te verbeteren. Uiteindelijk volgt de oogstfase, waarin het gewas wordt binnengehaald. De meeste landbouwwerktuigen kunnen in één van deze categorieën worden ingedeeld.

#### Grondbewerking

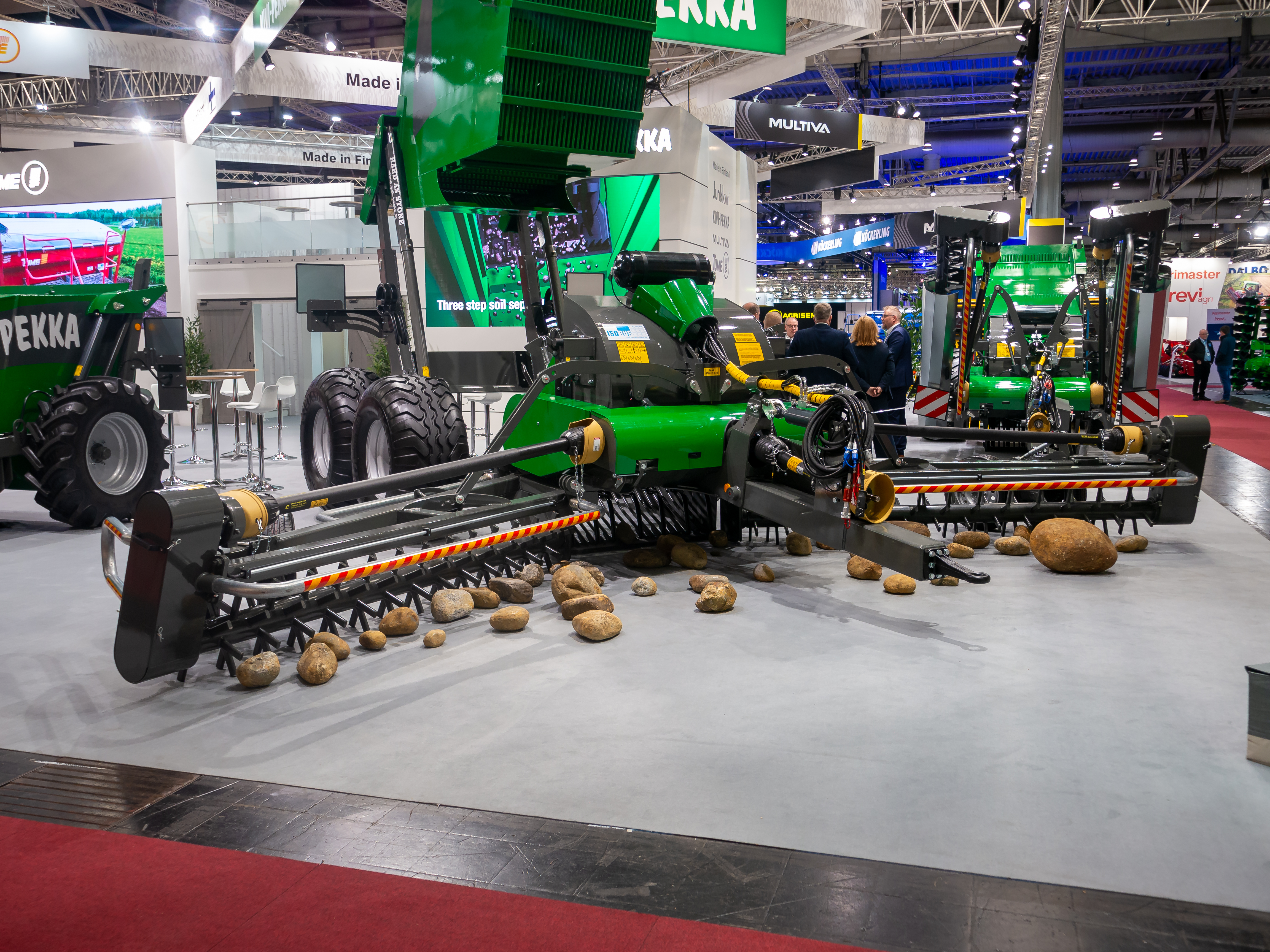
Getrokken stenenraapmachine

Een geslaagde gewasproductie begint bij een degelijke grondbewerking. Eenvoudige landbouwwerktuigen zoals een plantenschepje, schop, spade, handharkje, handcultivator of hark spelen hierin een rol, net als meer complexe machines zoals diepwoelers, ploegen, eggen (waaronder cultivatoren, schijveneggen en rotorkopeggen) en spitmachine. Voor specifieke bodemomstandigheden zijn stenenraapmachines of stenenscheiders vereist, terwijl bedvormers gebruikt worden voor gewassen die in verhoogde bedden geplant moeten worden. Vervolgens moet het gewas worden gezaaid of geplant. Deze aanvankelijk manuele handeling werd vergemakkelijkt door hulpmiddelen zoals de zaaiviool of bollenplanter. Tegenwoordig zijn deze grotendeels vervangen door moderne zaaimachines en pootmachines. In de bosbouw vergemakkelijken boomplantmachines het manueel aanplanten van bomen. Na het zaaien volgen vaak aanvullende grondbewerkingen, zoals het aandrukken van de grond met een gladde rol of het verwijderen van onkruid met een hak of schoffel. In gemoderniseerde landbouwbedrijven is dit laatste handwerktuig doorgaans vervangen door een wied- of schoffelmachine. Voor het onderhoud van graslanden wordt bovendien gebruikgemaakt van bijvoorbeeld verticuteermachines of weidebeluchters. Soms worden grondbewerkingen gecombineerd met bodemverzorging. Een voorbeeld hiervan is het gebruik van een precisiezaaimachine die tijdens het zaaien ook kunstmest naast de zaden aanbrengt.

#### Bodem- en gewasverzorging

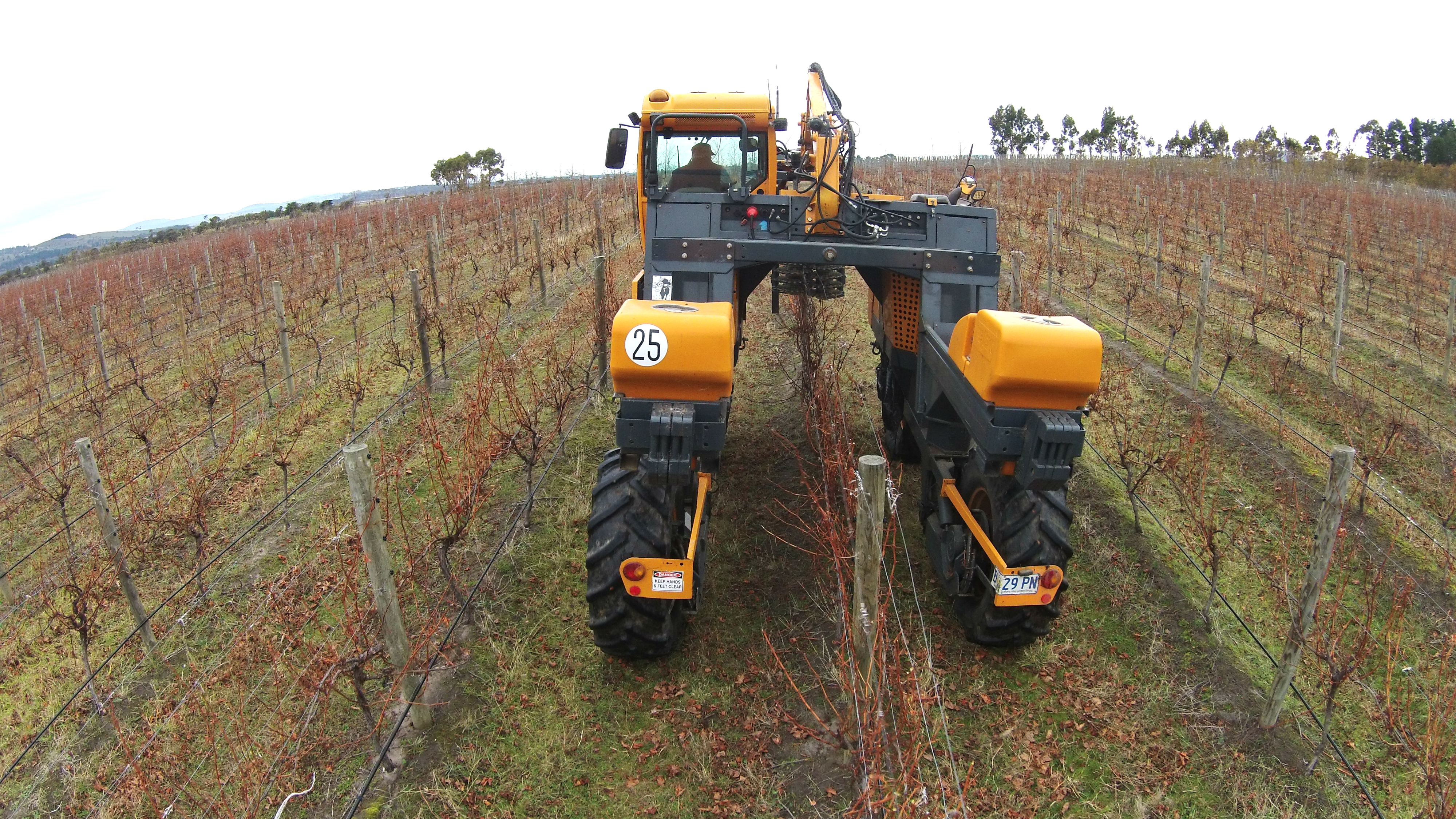
Zelfrijdende snoeimachine

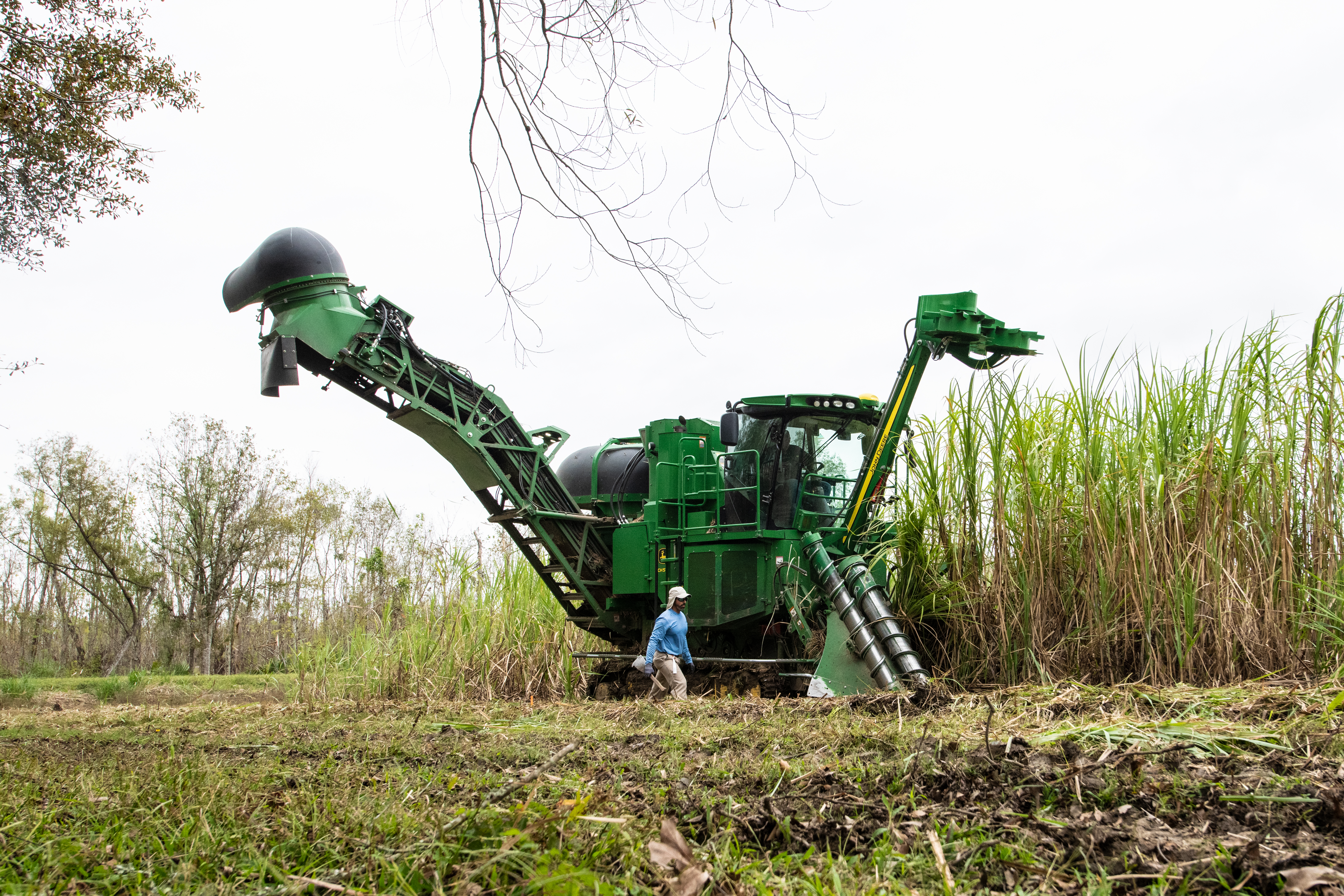
Zelfrijdende suikerrietoogstmachine

Om de samenstelling van de bodem waarop gewassen worden verbouwd te optimaliseren, worden uiteenlopende landbouwwerktuigen ingezet. Voor de bemesting worden onder meer stalmeststrooiers, kunstmeststrooiers (zoals pendelstrooiers, schijvenstrooiers en vijzelstrooiers) en mengmestverspreiders gebruikt. Sproeispuiten of veldspuiten dienen om vloeibare voedingsstoffen of gewasbeschermingsmiddelen toe te brengen, terwijl irrigatie plaatsvindt met behulp van gietdarmen, waterkanonnen of sproeibomen. Daarnaast kunnen gewassen zoals druiven worden gesnoeid; handmatig met een rupsen-, snoei- of heggenschaar, of machinaal met een snoeimachine.

#### Oogst
Het doel van gewasproductie is uiteraard het produceren van een oogst. Om deze oogst binnen te halen, zijn oogstwerktuigen nodig. De gebruikte machines variëren afhankelijk van het te oogsten gewas. Gras werd bijvoorbeeld vroeger handmatig geoogst met een zeis en een hooivork. De bosmaaier en de grasmaaimachine (zoals maaibalk, slag- of cirkelmaaier, vijzelmaaier, klepelmaaier) heeft de zeis vervangen, terwijl schudders en harken de hooivork hebben vervangen. De balenpers, eventueel combinatie met een balenwikkelaar, maakt het mogelijk om het geoogste gras of stro compact op te slaan. Daarnaast kunnen ook opraapwagens gebruikt worden om de grasoogst binnen te halen. Daarnaast is er de maaidorser, soms in combinatie met een zwadmaaier, die de sikkel, dorsmachine en wan verving bij de oogst van fijnzadige gewassen. De hakselaar wordt gebruikt voor het versnipperen van de maïsplant, terwijl kuilverdelers en verdichtingswalsen de maïskuil aandrukken. Rooimachines zoals de zeefbandrooier, bietenrooimachine of klembandrooier, eventueel gecombineerd met een loofklapper, verzorgen de oogst van wortelgewassen. In de bosbouw vergemakkelijken de takkenzaag of takkenschaar, houtbijl, het kapmes en de kettingzaag het vellen van bomen. Daarnaast worden velmachines (voor het omzagen van rechte naaldbomen), houthakselaars, stobbenfrezen (voor het weghalen van stronken) en markeerspuitbussen (voor het aanbrengen van markeringen op bomen) ingezet voor het verdere houtverwerkingsproces. Verder zijn er nog vele andere oogstmachines, elk geschikt voor een specifiek gewas, zoals katoenplukkers, suikerrietoogstmachines, kooloogsters, druivenplukkers, erwtenplukdorsmachines en spinazieoogstmachines.